# Serie A (vrouwenvoetbal Italië)
De Serie A is, net als bij de mannen, de hoogste divisie van het vrouwenvoetbal in Italië. De reeks bestaat sinds 1968 en is een van de acht sterkste Europese vrouwenvoetbalcompetities, waardoor de kampioen én de tweede van elk seizoen mogen uitkomen in de Champions League. Er nemen twaalf ploegen deel aan de Serie A, waaronder regerend landskampioen Brescia.

## Geschiedenis
De Serie A werd in 1968 opgericht als hoogste divisie van het Italiaanse vrouwenvoetbal, maar had in de beginperiode te kampen met concurrerende bonden. Pas in 1974 was de reeks echt de onbetwiste topreeks in Italië. Een volgende grote organisatorische verandering kwam er in 1985: tot dan toe volgde de Serie A volledige kalenderjaren voor zijn competitie, maar met ingang van 1985/86 begon ook de hoogste Italiaanse damescompetitie met wintervoetbal.
Meestal spelen er twaalf teams in de Serie A, die twee keer tegen elke andere tegenstander spelen. Toch waren er ook periodes waarin er meer ploegen aan de Serie A deelnamen: zestien van 1986 tot 2002, veertien in 2002/03, dertien in 2003/04 en 2004/05, weer veertien van 2009 tot 2012, weer zestien van 2012 tot 2014 en weer veertien in 2014/15. Sinds het seizoen 2015/16 spelen er dus weer gewoon twaalf ploegen in de Serie A.

## Deelnemende ploegen 2019/20
| Club                     | Stad       |
| ------------------------ | ---------- |
| AC Milan                 | Milaan     |
| Chievo Verona Valpo      | Verona     |
| Empoli                   | Empoli     |
| Fiorentina               | Florence   |
| CF Florentia             | Florence   |
| Hellas Verona            | Verona     |
| FC Internazionale Milano | Milaan     |
| Juventus                 | Turijn     |
| ASD Mozzanica            | Mozzanica  |
| AS Roma                  | Rome       |
| ASD Sassuolo             | Sassuolo   |
| UPC Tavagnacco           | Tavagnacco |

## Landskampioenen

### Palmares (1968-2016)
| Club                      | Titels | Seizoenen                                                       |
| ------------------------- | ------ | --------------------------------------------------------------- |
| Torres                    | 7      | 1993/94, 1999/2000, 2000/01, 2009/10, 2010/11, 2011/12, 2012/13 |
| Lazio                     | 5      | 1979, 1980, 1986/87, 1987/88, 2001/02                           |
| AGSM Verona               | 5      | 2004/05, 2006/07, 2007/08, 2008/09, 2014/15                     |
| Milan                     | 4      | 1970 (FFIGC), 1973 (FICF), 1975, 1998/99                        |
| Alaska Lecce              | 3      | 1981, 1982, 1983                                                |
| Trani 80                  | 3      | 1984, 1985, 1985/86                                             |
| Reggiana                  | 3      | 1989/90, 1990/91, 1992/93                                       |
| Bologna                   | 2      | 1968 (UISP), 1969 (UISP)                                        |
| Gamma 3 Padova            | 2      | 1972, 1973                                                      |
| Valdobbiadene             | 2      | 1976, 1977                                                      |
| Modena                    | 2      | 1996/97, 1997/98                                                |
| Foroni Verona             | 2      | 2002/03, 2003/04                                                |
| Brescia                   | 2      | 2013/14, 2015/16                                                |
| Genova                    | 1      | 1968 (FICF)                                                     |
| Roma                      | 1      | 1969 (FICF)                                                     |
| Real Torino               | 1      | 1970 (FICF)                                                     |
| Piacenza                  | 1      | 1971 (FFIGC)                                                    |
| A.C.F. Real Juventus      | 1      | 1971                                                            |
| Falchi Astro Montecatini  | 1      | 1974                                                            |
| Jolly Componibili Catania | 1      | 1978                                                            |
| Giugliano Campania        | 1      | 1988/89                                                         |
| Milan 82 Salvarani        | 1      | 1991/92                                                         |
| Agliana                   | 1      | 1994/95                                                         |
| Verona Gunther            | 1      | 1995/96                                                         |
| Fiammamonza               | 1      | 2005/06                                                         |